# 모차르트 생가
모차르트 생가(독일어: Mozarts Geburtshaus) 또는 하게나워하우스(Hagenauerhaus)는 오스트리아 잘츠부르크 게트라이데 거리 9번지에 있는 볼프강 아마데우스 모차르트의 생가이다. 모차르트 가족은 1747년부터 1773년까지 3층에 살았다. 모차르트는 1756년 1월 27일 이곳에서 태어났다. 그는 잘츠부르크 왕립 회의소의 음악가였던 레오폴트 모차르트의 일곱 번째 자녀였다.
1880년 이래로 이 건물에는 볼프강 아마데우스 모차르트의 초기 생애, 그의 첫 번째 악기, 그의 친구들, 오페라에 대한 그의 열정적인 관심을 묘사하는 박물관이 있다.  3층에는 모차르트의 어린 시절 바이올린과 초상화, 문서, 그의 음악 초기판이 전시되어 있으며, 2층에는 오페라에 대한 모차르트의 관심에 대해 묘사하고, 마술피리를 작곡한 클라비코드가 있다. 이 건물은 모차르트 재단 소유이다.